# Szatrawina
Szatrawina (biał. Шатравіна; ros. Шатравино, Szatrawino) – wieś na Białorusi, w obwodzie witebskim, w rejonie orszańskim, w sielsowiecie Krapiuna.